# Edmund Hess
Adolf Edmund Hess (17 de febrero de 1843 - 24 de diciembre de 1903) fue un matemático alemán especializado en el estudio de los politopos, siendo el descubridor de cuatro poliedros compuestos.

## Semblanza
Hess nació en la ciudad alemana de Marburgo en 1843, y era hijo del farmacéutico Christian Hess. Se graduó de la escuela secundaria de su ciudad natal en 1860. Como estudiante en la Universidad de Marburgo, formó parte del Cuerpo Teutónico, una fraternidad de alumnos vinculada a los antiguos alumnos de la universidad,  de forma que su condición de Studentenverbindung (miembro de una organización estudiantil) le permitió trasladarse a completar su formación en la Universidad de Heidelberg. En 1864 recibió su doctorado en Marburgo, y dos años después obtuvo la habilitación como ayudante en el Instituto de Física. En 1879 fue nombrado profesor de la cátedra, y en 1892 catedrático.
Publicó una serie de artículos sobre politopos regulares y descubrió algunos nuevos. Enumeró los diez poliedros estrellados regulares, y carecterizó cuatro nuevas figuras: el compuesto de diez tetraedros, el compuesto de cinco tetraedros, el compuesto de cinco cubos, y el compuesto de cinco octaedros. Sus hallazgos se incorporaron a la Cristalometría de Johann Friedrich Christian Hessel, una obra publicada en 1897 como parte de la colección Los Clásicos de las Ciencias Exactas de Ostwald, una serie de libros que contiene importantes obras originales de todas las áreas de las ciencias naturales, editada a partir de 1889 por el químico físico Wilhelm Ostwald.
Falleció en Marburgo en 1903, a los 60 años de edad. Había estado casado desde 1875 con Luise Wagner de Marburgo. Con ella tuvo dos hijos.

## Reconocimientos
- Miembro Honorario del Cuerpo Teutónico de Marburgo (20 de junio de 1873)[5]
- Miembro de la Academia Alemana de las Ciencias Naturales Leopoldina (1888)

## Publicaciones
- Sobre los politopos regulares de tipo superior. Informes de reuniones de la sociedad para el avance de todas las ciencias naturales en Marburgo, 1885, pp. 31-57
- Sobre el número y la posición de las imágenes de un punto en tres espejos planos que forman una esquina, informes de reunión de la Sociedad para el Avance de las Ciencias Naturales Completas en Marburgo, 1888.
- Sobre los poliedros de Arquímedes de tipo superior. Kassel 1878.
- Introducción a la doctrina de la división de la esfera: con especial referencia a su aplicación a la teoría de los poliedros de igual superficie y equiángulos. Teubner, Leipzig 1883.
- Sobre los poliedros que son a la vez equiángulos y de caras iguales. Informes de reuniones de la sociedad para la promoción de todas las ciencias naturales en Marburgo 1876.